# Novelty
A Novelty foi a primeira locomotiva construída por John Ericsson e John Braithwaite, concebida para participar do Rainhill Trials. Uma competição das primeiras locomotivas a vapor da qual a locomotiva Stephenson's Rocket de Robert Stephenson ganhou como a mais veloz da época.
A Novelty possuia arranjo de rodeiros na Classificação Whyte 0-2-2WT, tinha uma inovação para no modelo sendo considerada a primeira Locomotiva Tanque. Muito utilizada nos modelos novel. Infelizmente vários de seus componentes apresentavam deficiências o que custou a sua falha na Rainhill Trials.

## A Novelty na Rainhill Trials

### A parceria de John Ericsson e John Braithwaite
Perto do final de 1820 Ericsson e Braithwaite estavam trabalhando juntos em um motor a vapor para os bombeiros usarem como bomba de água.
Este motor era conhecido por fazer vapor mais rapidamente tendo muita similaridade com o da Novelty.
Charles Vignoles também tem sido associado com a Novelty, mas seu envolvimento prático não é conhecido. Ele pode ter sido associado pela rixa que ele travava com George Stephenson.

### A construção da máquina
Diz-se que Ericsson e Braithwaite receberam a notícia do evento de Rainhill Trials sete semanas antes da sua realização, e fazendo com que eles a projetassem muito rápido. Isto faz com que muitas pessoas acreditem, que a Novelty é um motor a vapor da bomba de água dos bombeiros que eles projetaram.
A Novelty foi construída então em Londres, na oficina de John Braithwaite, e transportada para Liverpool de barco. Não houve tempo de testar a Novelty antes do transporte, e os testes foram feitos antes do ensaio do evento de Rainhill com a ajuda de Timothy Hackworth.